# 인무가인
"인무가인"(忍無可忍, Hitman In The Hand Of Buddha)은 홍콩에서 제작된 황정리 감독의 1980년 액션 영화이다. 황정리 등이 주연으로 출연하였고 한상훈 등이 제작에 참여하였다.

## 출연

### 주연
- 황정리
- 장일식

## 기타
- 조명: 박창호
- 녹음: 손인호
- 미술: 김유준